# Kurmi
Kurmi es una localidad del estado de Taraba, en Nigeria, con una población estimada en marzo de 2016 de 122 000 habitantes.
Se encuentra ubicada al este del país, cerca del río Benue (afluente del río Níger) y de la frontera con Camerún.